# 学歴
学歴（がくれき、英:Educational background）は、個人の学業上の経歴を表す用語。

## 概説
国際標準教育分類 (ISCED 2011) ではレベル0から8までの9段階の学歴水準を規定している。
- レベル0 - 就学前教育（幼稚園、保育所、特別支援学校幼稚部等）レベル
- レベル1 - 小学校、特別支援学校小学部レベル
- レベル2 - 中学校、特別支援学校中学部、専修学校高等課程1年制以上の学科（高等専修学校）レベル
- レベル3 - 高等学校、前期中等教育修了以上の各種学校で修業年限2年以上、専修学校高等課程2年制以上の学科（高等専修学校）、特別支援学校高等部レベル
- レベル4 - 専修学校専門課程1年制以上の学科（専門学校）、高等学校専攻科1年制以上の学科、特別支援学校高等部専攻科1年制以上の学科、高等教育機関進学準備（予備校等）、就職準備（職業訓練校等）レベル
- レベル5 - 短期大学、高等専門学校、後期中等教育修了以上の各種学校で修業年限2年以上、専修学校専門課程2年制以上の学科（専門学校）レベル
- レベル6 - 大学の学部の学士課程レベル
- レベル7 - 大学の大学院の修士課程（博士前期課程）・専門職学位課程レベル
- レベル8 - 大学の大学院の博士課程（一貫性博士課程、博士後期課程等）レベル

## 歴史

### 近代社会における学歴
近代以前の社会においては、人々の社会的地位や職業はその身分・家柄・財産によって定められ、世襲や血縁、地縁などを加味して人材の選抜・配置が行われていた。
ところが、18世紀から19世紀ごろにかけて、近代的な官僚制度が生じ、官僚たちが試験によって任用されるようになり、また同じころ、専門的知識・技術が必要とされる職業についても試験制度が取り入れられ、学歴もそれらの職業につくための基礎資格として徐々に重要性を増していった。
産業革命と市民社会が進展したイギリスにおいて、1853年に東インド会社によってインド高等文官の任用が会社理事による推薦から公開競争試験に移行し、1870年にはイギリス本国高等文官にも同様の試験が導入され、試験による人材の選抜・登用が官僚のみならず各種専門職などでも行われるようになった。このような人事制度は、「人々の能力・業績を公平かつ客観的に図る方法」などと謳われつつ導入され、「身分制社会から社会を解放して社会問題を解決する手段」として各国に普及した。ノーバート・ウィーナーは学歴社会を「統治者は永久に統治者であり、兵士は永久に兵士であり、労働者は労働者に運命づけられている」と定義づけている。

### 学歴のインフレ化
先進国においては、社会の高学歴化が起きた（後述）が、そうした仕組みの中で、大量の人々に学歴が与えられるようになり、学歴のインフレーションが進んだ。つまり高学歴を持っている人の数が非常に増え、相対的に高学歴者の価値は下がった（例えばフランスなどもそうである）。日本でも少子化で定員割れの大学が増えている。
学歴社会という事象は、歴史の節で説明したように、学歴が特定の職業的地位を獲得するための手段となったときに始まったと見ることができる。学歴社会が生まれた要因としては、体系的な学校制度の進展と近代官僚制の成立により、いわゆる「ホワイトカラー」が誕生したことがあげられる。学校教育制度について言えば、上級学校への進学者に対して一定の学歴を求める傾向が強くなったことと、多くの人々に学歴が賦与されるようになった。企業組織の官僚制化ということに関して言えば、20世紀には大企業が多数出現した。これら大企業ではホワイトカラーの従業員の供給源を学校卒業者に依存する傾向を強めた。かくして、18-19世紀に官僚になったり専門的職業に就く時だけ必要とされた学歴が、次第に様々な組織での任用の基礎的な資格として用いられるような状況になり、学閥を形成したのである。

## アメリカ合衆国における学歴

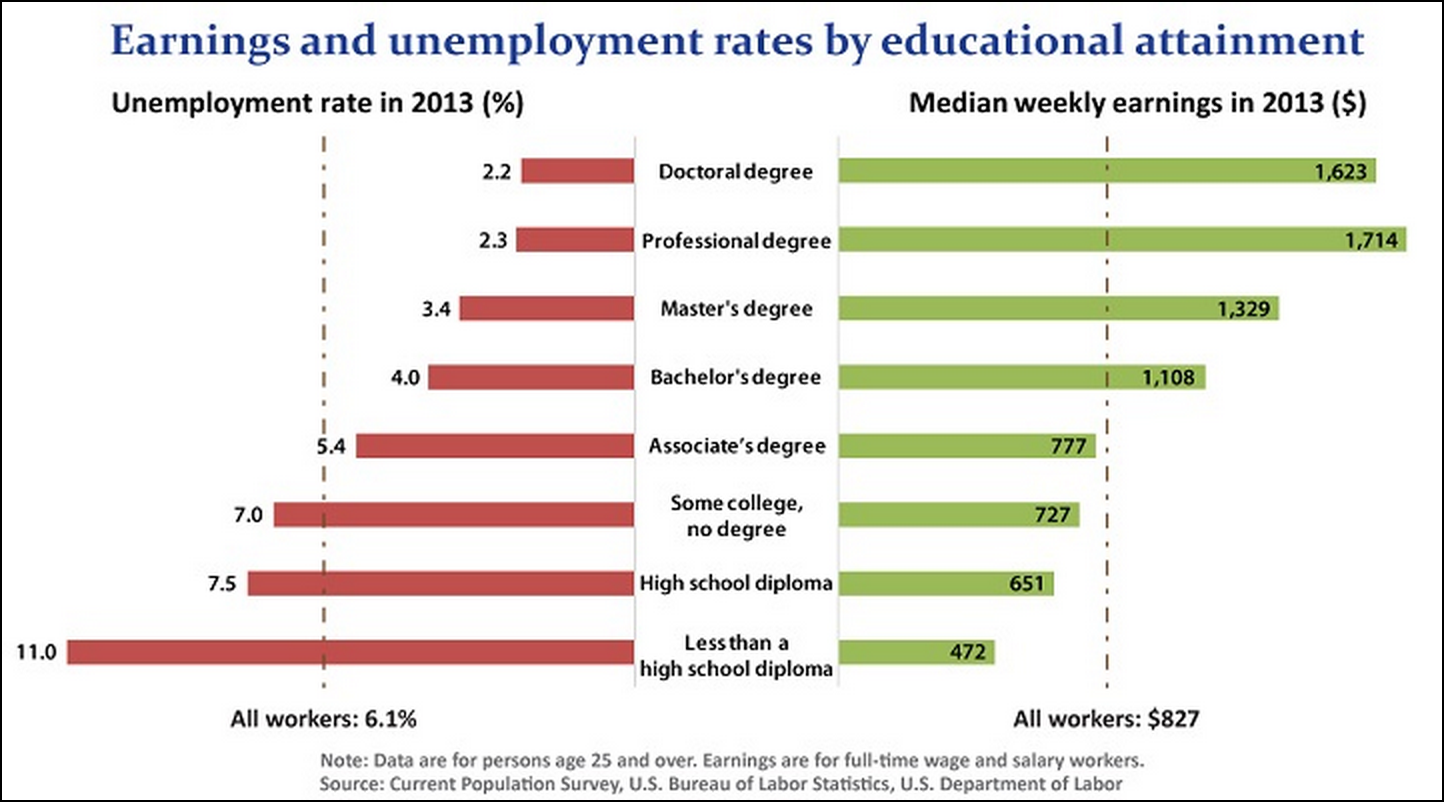
アメリカにおける25歳以上の学位と失業率・給与のグラフ。高学歴ほど失業率が低く、給与が高い。

アメリカにおける25歳から64歳までの雇用された民間人の職業分野別の学歴。専門職や管理職では、学士以上の学位の割合が高く、農業では高学歴の割合が低下する。

アメリカ合衆国は、歴史的にヨーロッパのような王侯貴族が存在せず、個人間の徹底的な競争と結果により作られた階級社会の国であり、より高い階級を勝ち取る手段の一つが学歴である。結果的に、有名大学卒業の肩書を得る競争は熾烈を極め、「超」学歴社会と称されることが珍しくない。

## 日本における学歴
学業の形態は様々であるが、学校教育法で定められた小学校（特別支援学校小学部）、中学校（特別支援学校中学部）、前期中等教育修了以上の各種学校（修業年限2年以上）・専修学校高等課程・高等学校（特別支援学校高等部）、後期中等教育修了以上の各種学校（修業年限2年以上）・専修学校専門課程・高等専門学校・短期大学、大学の学部・大学院等の教育機関における学業上の経歴を指すことが多い。狭義には教育段階だけを指すが、卒業した学校の入試難易度も本人の能力水準を測る上での重要な指標となるため、広義の呼び方として学歴に含むようになった。
短期大学、大学の学部・大学院の各課程の修了者には、学位が授与される。短期大学の卒業者には短期大学士の学位、大学学部の学士課程修了者には学士号が授与される。大学の大学院における修士課程あるいは専門職学位課程修了者には修士号あるいは専門職学位が授与される。博士課程を修了し、論文が認定された者には博士号が授与される。短期大学及び大学学部の学位を初級学位(First Degree)、大学院のそれを上級学位(Advanced Degree)と呼ぶ。学位は世界的通用性を持ち、異なる国の間でも相互に互換性を持つ。2017年の厚生労働省の発表では学歴別の男女計の平均初任給は大学院了｛修士課程（博士前期課程）・専門職学位課程｝が23万3千円、大学の学部卒が20万6千円、短大・高専・専門学校卒が17万9千円、高校・高等専修学校卒が16万2千円となっている。
日本には国立の学費が出せない人や働きながら大卒資格を欲しい人が大卒資格を取得できる放送大学が公設民営大学として設置されている。放送大学は大学卒業までの総授業料が70万6千円であり、国立大平均の3分の1以下である。開学当初には入学者の約7割は高卒者であり、大学資格獲得の機会を保障するセーフティーネットとしての役割を果たしてきた。
筑波大学の後藤嘉宏教授によると、他国との比較統計から日本は他の国に比べ学歴による格差が小さく、学歴の重要度は他の国に比べ小さいとしている。また青少年自身も学歴に実利的なメリットをそれほど感じていないという調査結果がある。そもそも日本は年功序列が強く、一流大学卒でも若手の給料が安いと言われている。しかし一流大学卒は大企業で昇給が大きいので、生涯賃金は高くなる。
後藤によると「日本は学歴社会だ」というのは神話にすぎない。むしろそのような神話があったことによって、社会階層の再生産化（つまり社会階層が固定化してしまうこと）が起きている、という。“誰でも努力すれば、良い教育を受けられるし、いい学歴を得れば誰でも良い職業を得られる” などという考えは神話にすぎない、事実ではないという。実際には、高学歴の親を持つ子が高学歴となり、学歴が低い親を持つと子は学歴が低くなってしまう傾向があるという不平等が実際にあるにもかかわらず、神話によってそうした現実が隠蔽されてしまっていたのである。また「学歴によって生まれ変われる（階級を超えられる）」などとする神話は、あくまでブルーカラーからホワイトカラーへの移動について妥当なだけで、学歴ではその先のホワイトカラー同士の階層、ミドル階層と資本家（経営者）階層の間の社会階層差は乗り越えることができないと後藤は指摘している。
日本では就職・転職時に用いられる履歴書に学歴欄があり、学歴を記入するのが原則となっている。中途採用などでの経験者採用の場合、応募者は一般に履歴書と職務経歴書を用意し応募するが、学歴は履歴書のほうに記入し、職務経歴書のほうには原則的に学歴は書かない。厚生労働省設置法23条に基づき設置される公共職業安定所の求職申込書等においても学歴欄がある。
また国際化が進む中、アメリカやイギリス、フランスなどの先進国においては大学院修了以上の学歴がないと「高学歴」とは見なされず、また国際連合や世界銀行などの国際機関や世界的大企業の管理職ポストにつけない。しかし、一部先進国に比べて日本の大学生の大学院・博士号進学率が低い（2020年では日本の大学院卒以上の割合が12パーセントしかない）ため、これらの国際機関どころか、世界的大企業に入れる人材がそもそも少ないという問題がある。

### 日本での歴史
日本でも明治時代以後、試験による選抜が行われるようになった。それでも明治初期は、農民層は学問を必要なものと感じておらず、その他の層も読み書きさえ出来ればよいとする考え方もあった。
1900年代に入ると官僚的な組織を持った企業が増加した。しかし大半の企業は初等教育を終えたばかりの年少者を教育して手代、番頭へと昇進させる伝統的な人事制度をとっていて、財閥企業である安田銀行ですら14歳前後の年少者を採用して教育する採用を自慢していた。
大学学部入試は、その後の人生が決まるほどの重要なイベントとみなされており、大学入試による人材の振り分けが階級のように働いているといえる。

### 最終学歴

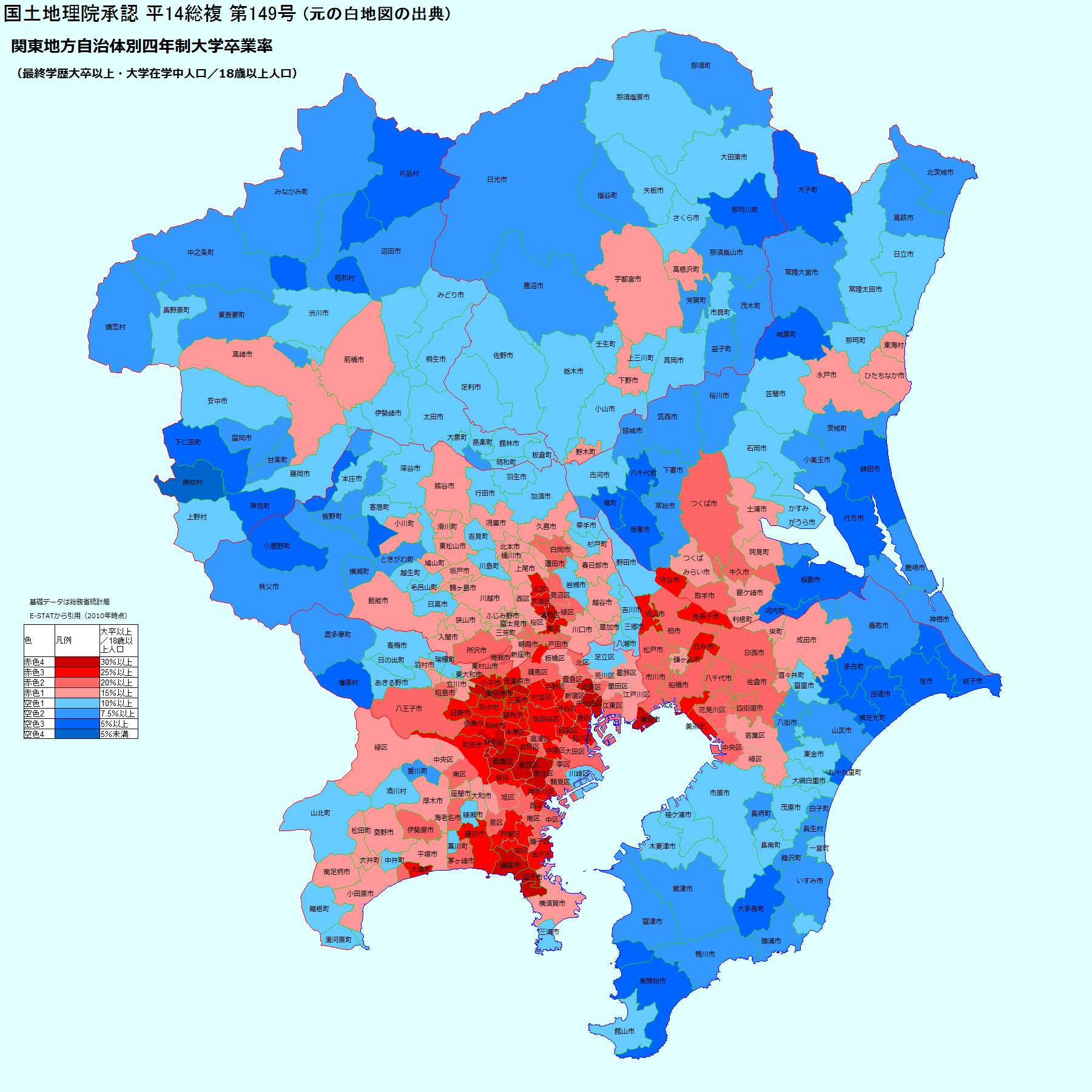
関東地方の自治体別大学卒業率

総務省の統計調査に用いる、最も高い教育の経歴を「最終学歴」（さいしゅうがくれき）という。通常は、最終学歴に「中退」(中途退学)は含まれず、卒業した最も高い学校が最終学歴になる。例えば、高校中退は「中卒」、大学の学士課程(学部)中退は「高卒」となる。
主な学校の「卒業」については、日本では短縮した呼称があり、以下の略称で呼ばれる。
- 中学校卒業 -「中卒」（ちゅうそつ）
- 高等学校卒業 -「高卒」（こうそつ）
- 専修学校専門課程卒業 -「専門卒」（せんもんそつ）
- 高等専門学校卒業 -「高専卒」（こうせんそつ）
- 短期大学または専門職短期大学卒業 -「短大卒」（たんだいそつ）
- 大学の学士課程（学部、学群等を含む）または専門職大学卒業 -「大卒」（だいそつ）または「学卒」（がくそつ）
- 大学の大学院修士課程もしくは博士課程または専門職学位課程（専門職大学院）修了 -「院卒」（いんそつ）または「院了」（いんりょう）

厳密には、短期大学も大学の一種であり（学校教育法第108条）、また大学（短期大学を除く）の中に「学部」と「大学院」が置かれるものであることから（同法第85条、第97条。第103条の大学院大学を含む）、この意味では短大卒、学部卒、大学院卒のいずれも「大学卒」であるため「大卒」ということになる。しかし最終学歴は最も高い教育の経歴を明示する役割があるため教育段階ごとに名称が異なり、最も高い教育の経歴が短期大学の場合は短大卒、大学の学部の場合は大卒、大学の大学院の場合は院卒となる。また医学部・歯学部・薬学部など6年制の学部卒についても、実際に修了したのは学士課程であるため最終学歴は大卒・学卒となる。
最高学歴である大学院の博士課程の場合、在学中に博士号を取得できれば修了となるが、学位取得がなく研究指導や講義科目の単位修得のみで在学期間が終わった場合は「単位取得満期退学」となる。

### 学校の卒業に準じて扱われるもの
就学義務猶予免除者等の中学校卒業程度認定試験
中学校またはその同等学校を卒業したことが無い人が、高等学校またはその同等学校に入学する資格を得るための試験。公的には「中学校を卒業した者と同等以上の学力を有する者」とされる。ただし、受験できるのは義務教育就学免除者に限られていたが、2003年より、不登校などによる卒業者も受験できるようになった。
高等学校卒業程度認定試験（旧・大学入学資格検定）
高等学校またはその同等学校を卒業したことが無い人が、大学に入学する資格を得るための試験。公的には「高等学校を卒業した者と同等以上の学力を有する者」とされる。
以前は中学校を卒業していなければ受験できなかったが、今は中学校を卒業していなくても受験できるようになった。なお、中学を卒業していない者がこの試験に合格した場合、上記の中学校卒業程度認定試験にも合格したものとみなされる。
なお、日本では上記の認定試験は高卒の学歴自体が得られるわけではないが、認定試験合格後大学に入学、卒業することができる。
独立行政法人大学改革支援・学位授与機構
一定の条件を満たした短期大学、高等専門学校、専修学校専門課程（2年制以上）の卒業者や大学に2年以上在学して62単位以上取得した者、並びに省庁大学校のうち独立行政法人大学改革支援・学位授与機構の認定を受けた課程の卒業者が独立行政法人大学改革支援・学位授与機構より学士の学位を授与された場合、大学の卒業と同等に扱われ、大学院博士前期（修士）課程、一貫制博士課程、専門職学位課程に入学する資格がある。
難関国家資格の一次試験
旧司法試験の一次試験や、平成17年度までの公認会計士試験・不動産鑑定士試験の一次試験は、大学を卒業または大学において62単位以上修得済みの者であれば免除されるが、そうでない場合は受けなければならない。
教員資格認定試験
大学や文部科学大臣が指定する教員養成機関を卒業していなくても、この試験に合格すれば、一部の種類の教員免許状の授与を受けることができる。
個別の入学資格審査
中学校や高等学校、大学卒業者と同等以上の学力があるかどうかを各大学が判断する審査である。あくまで入学資格の有無にかかわる審査であり、入学者選抜とは別個のものなので、この審査に合格した後にさらに入学試験を受ける必要がある。この審査は各大学で実施され、その大学（短期大学・大学院・大学校含む）を受験する場合のみ効力を持つ。この審査を実施するか否かも各大学が決めることができる。
なお、この適用により大学進学した著名人としては以下の者が知られている。
大学学部進学者
最終学歴高等学校中退 - 吉永小百合（早稲田大学第二文学部進学）
大学院進学者
最終学歴中学校卒業 - 稀勢の里寛、池田真紀
最終学歴高等学校卒業 - 桑田真澄、秋吉久美子、プリティ長嶋、工藤公康、大栄翔勇人、田村淳
最終学歴短期大学卒業 - 菊池桃子

## 韓国における学歴
韓国では日本と同様の学歴制度を取っており、初等学校（日本の小学校に相当、6年課程で義務教育）卒業、中学校（3年課程で義務教育）卒業、高等学校（3年課程）卒業、専門大学（日本の短期大学や専門学校等に相当）卒業、大学校（日本の4年制大学に相当）卒業、大学院（修士課程、博士課程）修了があり、中卒や高校中退の場合、日本と同様に高卒認定試験があるが、試験に合格した場合は日本と違い完全に高卒としての学歴になる。韓国には4年制大学が200校以上設置されており、大学進学率は80%を超え世界最高水準にある。しかし、「大学のワールドベスト200」に選出された大学は3校であり国際競争力の点で課題が指摘されている。